# فريتز بفلومر
فريتز بفلومر (بالألمانية: Fritz Pfleumer) (ولد في 20 مارس 1881 في سالزبورغ - توفي في 29 أغسطس 1945 في رادبول )؛ هو مهندس ألماني-نمساوي اخترع شريطًا مغناطيسيًا لتسجيل الصوت. 

## روابط خارجية
- videopreservation.conservation-us.org - متحف معدات الفيديو التاريخية - بدايات التسجيل المغناطيسي - الصوت، 1920 - 1930
- تاريخ حاسم لرسومات الكمبيوتر والرسوم المتحركة بقلم واين كارلسون، جامعة ولاية أوهايو
- تاريخ التسجيل المغناطيسي من تأليف ستيفن شونهير، جامعة سان دييغو 2002 ، استرجاع 2011-12-17
- فريتز Pleleumer - سيرة الألمانية Pfleumer من وجهة نظر (درسدن) المحلية